# Ahmed Koulamallah
Ahmed Koulamallah (11 février 1912 – 5 septembre 1995) est un homme politique tchadien.
Koulamallah est l'une des premières personnalité tchadienne à avoir remis en cause la colonisation.

## Biographie
Ahmed Koulamallah est né en 1912 à Massenya.
Ahmed Koulamallah est le fils de Koulamallah (riche commerçant lui-même descendant d'un Yéménite venu enseigner l'islam au Soudan dans la région du Dongola). Sa mère s'appelle Méram Fatimé Afadée et est princesse du royaume du Baguirmi. Il est le petit-fils de Abd ar-Rahman Gawrang II, sultan du royaume du Baguirmi, qui constitue avec celui du Kanem-Bornou et celui du Ouaddaï les bases fondatrices du Tchad. Il est le père d'Abderaman Koulamallah.
Il entre en politique en 1945 en fondant l'Union démocratique tchadienne mais en 1950, il quitte l'UDT et fonde le Parti social indépendant du Tchad (PSIT), rebaptisé Mouvement socialiste africain (MSA) en 1953, qui a été affilié à la Section française de l'Internationale ouvrière (SFIO). Koulamallah fait campagne comme un membre de la noblesse du Baguirmi et un leader socialiste. La plupart de ses adhérents sont situés au Chari-Baguirmi et dans le Kanem.
Après sa défaite en 1957 aux élections pour l'Assemblée territoriale, il reste dans l'opposition et s'allie en 1959 avec Gontchomé Sahoulba formant le Mouvement populaire tchadien (MPT), qui le 11 février 1959 joue un rôle important en provoquant la chute du gouvernement de Gabriel Lisette du PPT. Sahoulba succède à Lisette à la présidence provisoire du gouvernement avec la formation d'un gouvernement dont il est le seul sudiste. Cette exclusion du sud suscite de grands ressentiments, et Koulamallah s'allie avec Lisette contre Sahoulba, comme conséquence, une nouvelle motion de confiance est approuvée avec 35 voix contre 30, et un nouveau gouvernement est formé par Ahmed Koulamallah le 13 mars 1959,. Le premier jour, il s'est rendu avec tous ses ministres, musulmans ou non, à la mosquée pour prier et établir l'arabe comme langue de travail du gouvernement à côté du français.
Après cela, il est de nouveau été relégué à l'opposition, tandis que le PPT, maintenant dirigé par François Tombalbaye, qui devient le premier président du Tchad indépendant le 11 août 1960. En janvier 1962, tous les partis politiques sont interdits, à l'exception du PPT et en septembre 1963, tous les chefs de l'opposition sont arrêtés,. Koulamallah réussit à échapper au gouvernement avec l'aide de ses parents baguirmiens, en traversant le fleuve Chari et passant au Cameroun. Il est toutefois arrêté quelques jours plus tard par les autorités camerounaises, et extradé vers le Tchad où il est emprisonné. Il reste en prison jusqu'en 1971, puis de 1972 jusqu'à 1975 (soit un total de 11 ans en prison), date à laquelle Tombalbaye est renversé par un coup d'État.
Il meurt en 1995 dans une de ses maisons du quartier Ambassatna à N'djaména.